# 過去からの日記
「過去からの日記」（かこからのにっき）は、2004年9月20日にテレビドラマ『世にも奇妙な物語 秋の特別編』内で放送されたストーリーの1つである。通算387話にあたり、時を隔てた男女の不思議な出会いとほろ苦い別れと奇跡を描いたものである。ソフト化はされていない。原案は高橋徹郎。
2008年4月1日、2011年11月23日、2012年6月25日、2015年4月11日、2016年7月20日には、傑作編として再放送された。
2015年に行われた世にも奇妙な物語全作品の人気投票において18位を記録した。

## ストーリー
2004年、山岡は売れない作家の男。3年前に文学賞を受賞したが、それ以降はヒット作もなく、工事現場のアルバイトに勤しんでいた。
ある日、古本屋で自分の本を見つけ、束で購入したところ1冊の古びた日記帳が混じっていた。その中には延々と「今日も何もいいことがなかった。」とピンクの文字で書かれていた。思わず「俺も同じ。」と書き加えると、「“俺”って誰ですか?人の日記にイタズラしないで下さい。」と文字が浮かび上がってきた。驚きつつも日記帳に自己紹介を書くと、翌日、返事が日記帳に書き込まれていた。しかし、3年前に出版されているはずの自分の本が、新刊コーナーに平積みされていたという内容に違和感を覚え、日記帳の表紙を見てみるとそこには「2001年」の文字があった。この日記帳は3年前のゆりえという女の子の日記帳とつながっていた。そこから時空を超えた交換日記が始まった。
山岡が日記の中で、「自分には才能がない。不安で死にたくなることもある。」と洩らすと、ゆりえは病気で入院していることを明かす。ゆりえの言葉に山岡は励まされるが、ゆりえが余命1年であることを知る。山岡の中で何かが変わり始めていた。

## スタッフ
- 原案：高橋徹郎
- 脚本：大野敏哉
- 演出：土方政人

## キャスト
- 山岡貴志：西島秀俊
- 北嶋ゆりえ：蒼井優
- 川本幸一：菊池均也
- 滝田渉：顔田顔彦
- 北嶋里美：深沢エミ
- 渡辺良子：緒方康子

## 挿入曲
- 妹尾武「蒼茫」